# ستيفانو بيليجريني (لاعب كرة قدم)
ستيفانو بيليجريني (بالإيطالية: Stefano Pellegrini)‏ (6 يوليو 1967 بفاريزي في إيطاليا - ) هو لاعب كرة قدم إيطالي في مركز الدفاع. لعب مع نادي أودينيزي ونادي بيلينزونا ونادي روما ونادي سامبدوريا ونادي فاريسي ونادي كاربي ونادي مودينا ونادي مونزا وUSD Città di Fasano ‏.

## وصلات خارجية
- ستيفانو بيليجريني (لاعب كرة قدم) على موقع قاعدة بيانات كرة القدم.إي يو (الإنجليزية)